# José Bono
José Bono Martínez (Salobre, 14 de dezembro de 1950) é um advogado e político espanhol, membro do Partido Socialista Operário Espanhol. Foi Presidente da Junta de Comunidades de Castela-Mancha entre 1983 e 2004; ministro da Defesa do Governo da Espanha entre 2004 e 2006; e presidente do Congresso dos Deputados entre 2008 e 2011.

## História
José Bono nasceu em Salobre, na província de Albacete, em 14 de dezembro de 1950, em uma família abastada. Seu pai foi o prefeito de sua cidade natal durante a ditadura de Franco; sua mãe era descendente de uma família de proprietários e morreu quando Bono era uma criança. Ele estudou o ensino fundamental em Alcaraz e depois o ensino médio no Colégio Inmaculada Jesuitas, em Alicante. Mais tarde, ingressou no Instituto Católico de Administração e Direção de Empresas (ICADE) (então dependente da Universidade de Deusto), para obter um diploma em Direito e Economia.
Bono, que ingressou no Partido Socialista do Interior (PSI, mais tarde Partido Socialista Popular ou PSP) em 1969, formou-se na Universidade de Deusto em 1970. Começou a trabalhar como advogado trabalhista. Desde 1972, ele também foi professor de direito político na Universidade Complutense de Madri. Em 1977, ele atuou como advogado de Luis Javier Benavides, uma das vítimas no julgamento do massacre de Atocha de 1977. Entre 1979, quando o PSP aderiu ao PSOE, e 1983, foi membro do Parlamento espanhol representando Albacete.

### Presidente de Castela-Mancha (1983-2004)
Ele foi Presidente da Comunidade Autônoma de Castela-Mancha por seis mandatos consecutivos (1983-2004), sempre vencendo por maioria absoluta.
Informalmente, ele foi então considerado um dos três barões do PSOE, juntamente com Juan Carlos Rodríguez Ibarra e Manuel Chaves, também presidentes de comunidades autônomas. Embora apoiado pelo aparato do partido, notadamente pela poderosa federação andaluza (PSOE-A), Bono foi derrotado por nove votos por Zapatero, que se beneficiou das manobras do ex-número dois Alfonso Guerra, que desviou parte dos votos destinados a seu candidato, Fernández, em favor do vencedor. Durante as eleições gerais espanholas (2004), Zapatero garantiu que José Bono ocuparia o Ministério do Interior, embora ele posteriormente seria nomeado para ocupar o Ministério da Defesa.

### Ministro da Defesa (2004-2006)
Entre 2004 e 2006, desempenhou o cargo de Ministro da Defesa do governo de José Luis Rodríguez Zapatero. Sua primeira tarefa no cargo foi realizar a retirada das tropas espanholas do Iraque, que foi realizada de forma ordeira e sem sérios reveses, exceto por um ataque específico no qual as forças espanholas tiveram que responder com fogo vivo, matando um dos insurgentes. Por esta retirada, o Conselho de Ministros lhe concedeu uma medalha semanas depois. A concessão foi muito contestada, pois o próprio Bono era um ministro e renunciou à medalha, alegando que seu filho o havia pedido.
Posteriormente, se concentrou em compensar as vítimas do acidente de Yakovlev 42, como ele mesmo se havia comprometido. Em primeiro lugar, buscou esclarecer adequadamente a identidade dos 62 militares mortos. A repetição das análises de DNA, solicitadas com insistência por muitos dos familiares ao anterior ministro da Defesa, sem que fossem levados a sério, revelaram que alguns dos cadáveres não haviam sido corretamente identificados e estavam misturados.
Também durante sua gestão, as forças militares espanholas aumentaram sua presença no Afeganistão. Em agosto de 2005, dezessete militares espanhóis foram mortos enquanto patrulhavam, em helicópteros Puma, a 20 quilômetros ao sul de Herate.
Iniciou também os procedimentos para a venda de várias fragatas para vigilância costeira à Venezuela, uma decisão contra a qual os Estados Unidos se opuseram, negando à Espanha permissão para instalar tecnologia americana nos navios.

#### Manifestação da AVT e "caso Bono"
Em janeiro de 2005, ele informou ter sido atacado durante uma manifestação da Associação de Vítimas do Terrorismo (AVT) e, três dias depois, dois membros do Partido Popular, identificados em fotografias no jornal El País, foram detidos por algumas horas. Finalmente, o tribunal penal nº 42 de Madri encerrou o caso. Entretanto, posteriormente, após uma queixa do PP, o Tribunal de Madri condenou os policiais responsáveis pela detenção ilegal, pela falsificação do relatório policial e pela coerção, considerando que ficou provado que o Ministro não havia sido atacado de forma alguma. O Delegado do Governo em Madri renunciou após ouvir esta sentença, que foi finalmente anulada pela Suprema Corte em 29 de junho de 2007.

#### Destituição de José Mena
Em janeiro de 2006, ele demitiu o Tenente-General José Mena Aguado por fazer uma declaração política sobre as desvantagens que a aprovação do projeto de Estatuto de Autonomia da Catalunha teria para o Exército, e sobre a possibilidade de o Exército intervir, em nome próprio, se o novo Estatuto não respeitasse, de acordo com José Mena, a Constituição espanhola.

#### Demissão
Em 7 de abril de 2006, sua decisão de deixar seu cargo por razões pessoais foi tornada pública, com o ex-ministro do Interior, José Antonio Alonso, assumindo seu cargo. Na época em que deixou o cargo, ele era o quarto ministro mais bem avaliado do governo.
Em outubro de 2006, seu nome foi considerado como candidato a prefeito de Madri e, embora ele não tenha rejeitado tal oferta em princípio, mais tarde ele a recusou, quando alguns já consideravam como certa a sua candidatura.
Em março de 2015 ele reconheceu que deixou o governo por conta de seu desacordo com a aprovação do Estatuto de Autonomia da Catalunha em 2006.

### Presidente do Congresso dos Deputados (2008-2011)
Em 1º de abril de 2008, foi eleito presidente do Congresso dos Deputados para a IX legislatura com 170 votos a favor, seu último cargo público, sendo o primeiro presidente da democracia eleito por maioria simples no segundo turno, e não por maioria absoluta.

## Distinções
- Grã-Cruz do Mérito Militar com distintivo branco (2004)
- Medalha de Ouro de Castela-Mancha (2004)
- Grã-Cruz da Ordem de Carlos III (2006)
- Grã-Cruz da Ordem do Mérito Civil (2016)[23]